# Farbod Khoshtinat
Farbod Khoshtinat, pers. فربد خوش‌طینت (ur. 11 sierpnia 1988 w Teheranie) – irański reżyser, montażysta i operator filmowy.

## Teledyski
| Tytuł           | Rok  | Artysta                        |
| --------------- | ---- | ------------------------------ |
| "Goalie Goalie" | 2018 | Arash, Nyusha, Pitbull, Blanco |

## Nagrody i nominacje
| Rok  | Nominacja/Dzieło   | Nagroda                   | Kategoria                       | Wynik   |
| ---- | ------------------ | ------------------------- | ------------------------------- | ------- |
| 2010 | ATTN: Mr. Democrat | Democracy Video Challenge | Bliski Wschód i Afryka Północna | Wygrana |
| 2013 | Rhino Season       | Asian Film Award          | Najlepsze efekty wizualne       | Wygrana |